# Maddela
Maddela (Bayan ng  Maddela),  es un municipio filipino de primera categoría perteneciente a la provincia de Quirino en la Región Administrativa de Valle del Cagayán, también denominada Región II.

## Geografía
Tiene una extensión superficial de 918.57 km² y según el censo del 2007, contaba con una población de 33.637 habitantes y 6.482 hogares; 35.634 habitantes el día primero de mayo de 2010
A diferencia de otros municipios de Quirino, Maddela es la más desarrollado, siendo el centro comercial de la provincia. Está situado entre las provincias de Isabela y Aurora.

### Barangayes
Maddela se divide administrativamente en 32 barangayes o barrios, 30 de carácter rural y solamente los correspondientes a la Población son de carácter urbano:
| - Abbag - Balligui - Buenavista - Cabaruan - Cabua-an - Cofcaville - Diduyon - Dipintin - Divisoria Norte - Divisoria Sur (Bisangal) - Dumabato Norte | - Dumabato del Sur - Lusod - Manglad - Pedlisan - Población del Norte - Población del Sur - San Bernabé - San Dionisio I - San Martín - San Pedro - San Salvador | - Santo Niño - Santo Tomás - Villa Gracia - Villa Hermosa del Sur - Villa Hermosa del Norte - Ysmael - Villa Agullana - Villa Jose V Ylanan - Jose Ancheta - Santa Maria |

## Historia
Antes de la llegada de la migración y de la política territorial de planificación del desarrollo de los asentamientos urbanos o el reasentamiento, Maddela fue habitada por los nativos que vivían entre las estribaciones de  Sierra Madre y de la cordillera Mamparang.
Los ilongotes (o Bugcalots)  ocuparon las tierras altas del oeste del territorio aguas arriba del río Cagayán hasta Dupax.
Los Dumagats se establecieron en la parte oriental del río Cagayán, a lo largo del Ngilinan y arroyos Manglad, hasta las tierras forestales con vistas al Océano Pacífico. A diferencia de los ilongotes, los Dumagats eran nómadas.
En el año 1919 un grupo de 20 ilocanos encabezados por Forester Vicente Velasco se establece a lo largo del río Cagayán en el valle de Pinappagan, ahora Maddela.
Entre los años 1922 y 1925 se produce el asentamiento permanente con un gobierno militar encabezado por el teniente Quintin Alcantara que inició la apertura de una conexión vial con  Panang.

### Distrito municipal de Pinappagan
Pinappagan pasa a ser un distrito municipal de la ciudad de Bagabag, en la provincia de Nueva Vizcaya, cuyo gobernador entonces era Juan Manzano, quien nombra a Eusebio Martin como primer Presidente del Distrito.
Villa Hermosa, Dumabato, Santo Niño, Dipintin, Abbag y San Pedro fueron los primeros barrios que componen el término municipal. Eusebio Martin fue reelegido presidente de distrito. Le sucedieron Rafael Daguio, Federico Ramos y Rodrigo Pascual quien se desempeñó como tal hasta el estallido de la Segunda Guerra Mundial.
Durante la ocupación japonesa fueron alcaldes Marcos Pimentel y Fernando Castillo.

### Municipio de Maddela
En 1950, Pinappagan cambia su nombre por el actual de Maddela, pasando a constituir un municipio siendo José Ancheta su primer alcalde. Reelegido, fallece antes de finalizar su segundo mandato, siendo sustituido por el vicealcalde Gregorio Baroma quien gobierna entre los años de 1953 a 1955.
En 1956, Dionisio Sarandi fue elegido alcalde. También se eligieron vicealcalde y seis concejales. Fue reelegido, pero en 1962 se ausenta, asumiendo el cargo José Medina.
Durante el mandato de Sarandi fueron creados los barrios de Cofcaville, San Salvador, Santo Tomas, Divisoria del Norte, Divisoria del Sur, Cabaruan, Anak, Ponggo, San Dionisio I, San Dionisio II, Balligui, Ysmael, Pedlisan y Villa Hermoza Norte.
Comienzan a llegar nuveos vecinos procdentes de Isabela, en particular de San Agustín y de Jones. Esto supuso un aumento de la actividad comercial y expansión agrícola y la creación de nuevos barrios adicionales, hasta alcanzar un total de 32 barangays.

## Política
Su Alcalde (Mayor) es Renato G. Ylanan.

## Fiestas locales
- El festival Panagsasalog se celebra todos los años entre los días 12 y 15 del mes de junio.